# Songs from the Archives
Songs from the Archives è una raccolta pubblicata dal gruppo svedese black metal/christian metal Crimson Moonlight, nel 2003.

## Il disco
Apre il disco l'ormai introvabile EP "Eternal Emperor", a cui seguono otto tracce, Eternal Emperor a parte tutte appartenenti al demo amatoriale "Glorification Of The Master Of Light", e già raccolte live nel "Live in Värsas", ed eseguite quindi dal vivo in "Mission Church" della città svedese nel settembre del 1998. Da notare che il suono della registrazione sia al limite dell'inascoltabile.
Per questa raccolta arriva anche il momento di uno sconosciuto demo "Heralding The Dawn", registrato nell'agosto del 2001 e mai commercializzato: quattro canzoni per una buona produzione, dall'ottima produzione per giunta.
Le ultime due tracce di questo album sono The pilgrimage e A painting in dark, entrambe tratte dal primo album pubblicato qualche mese avanti.

## Tracce
1. Preludium
2. Where Darkness Cannot Reach
3. Symphony of Moonlight
4. Eternal Emperor
5. The Final Battle
6. Glorification of the Master of Light (live)
7. From Death to Life (live)
8. Alone in Silence (live)
9. Skymingsljus (Light of Twilight) (live)
10. Ljuset (The Light) (live)
11. Eternal Emperor (live)
12. Postludium (live)
13. Fullmanen Skola Vändas Uti Blod (The Full Moon Will Turn Into Blood) (live)
14. Blood Covered My Needs
15. Your Face
16. Touch of Emptiness
17. ...And Thus Rejoice
18. A Thorn in My Heart
19. The Pilgrimage

## Formazione
- Simon Rosen aka Pilgrim - voce
- Petter Stenmarker - chitarra/voce
- Per Sundberg - chitarra
- Hubertus Liljegren - basso/chitarra
- Gustav Elowson - batteria